# أرضية الملعب
إن أرضية الملعب هي المادة الواقعة أسفل وحول الأرجوحات والزلاجات وألعاب قضبان التسلق وغيرها من معدات الملعب. وتصنع تلك الأرضيات دائمًا من المطاط أو الخشب ويتم تصميمها بصورة خاصة بحيث تناسب النواحي الجمالية وسلامة الأطفال و/أو سهولة وصول ذوي الإعاقة بموجب قانون المعاقين الأمريكيين.. وتقوم تغطية أرضية الملعب بهدف السلامة عادةً على استخدام منتجات الإطارات المطاطية مثل ألواح المطاط المصبوبة أو البلاط المطاطي أو فرش النشارة المطاطية.

## مقارنة بين خصائص أرضيات الملعب
| نوع الأرضية                                            | معيار الحماية 1292 للجمعية الأمريكية لاختبار المواد | إمكانية وصول ذوي الإعاقة بموجب قانون المعاقين الأمريكيين. | نطاق التكلفة/قدم مربع | تصريف المياه | الحماية ضد السقوط من مكان مرتفع |
| ------------------------------------------------------ | --------------------------------------------------- | --------------------------------------------------------- | --------------------- | ------------ | ------------------------------- |
| أرضية ألواح المطاط المصبوبة (أرضية)                    | نعم                                                 | نعم                                                       | مرتفع                 | نعم          |                                 |
| البلاط المطاطي                                         | نعم                                                 | نعم                                                       | مرتفع                 | نعم          |                                 |
| النجيل الأخضر الصناعي                                  | نعم                                                 | نعم                                                       | مرتفع                 | نعم          |                                 |
| الفرش المطاطي                                          | نعم                                                 | نعم                                                       | متوسط                 | نعم1         | 14 قدمًا5                        |
| نجيل/أتربة                                             | لا                                                  | نعم                                                       | منخفض                 | لا           |                                 |
| خرسانة                                                 | لا                                                  | نعم                                                       | مرتفع                 | لا           |                                 |
| أسفلت                                                  | لا                                                  | نعم                                                       | متوسط                 | لا           |                                 |
| حصى/أحجار                                              | لا                                                  | لا                                                        | متوسط                 | نعم          |                                 |
| رمال                                                   | لا                                                  | لا                                                        | منخفض                 | لا           |                                 |
| رقائق خشبية أو نشارة اللحاء                            | غير محدد                                            | لا                                                        | منخفض                 | نعم1         | 6                               |
| بولي يوريثان البلاستيك الحراري الأليفاتي (ATP)4 + رغوة | نعم                                                 | نعم                                                       | مرتفع                 | نعم          |                                 |
| نظام ثنائي الطبقة (بلاط ذو قاعدة مطاطية)               | نعم                                                 | نعم                                                       | مرتفع                 | نعم          |                                 |

1. يستخدم فقط في حالة تركيب نظام صرف صحي.
2 القدرة على الالتزام بالمعايير تختلف حسب مواد وأساليب التركيب.
3. EPDM تشير إلى بروبلين الاثيلين غير المتبلمر، وهو مادة مطاطية صلبة ولكنها مرنة.
4. ATP تشير إلى بولي يوريثان البلاستيك الحراري الأليفاتي، وهو بلاستيك صلب ولكنه مرن، ترتبط فيه الجزئيات شبه الكروية ارتباطًا كيميائيًا بمادة رابط سريعة التلون.
5. عند تركيبه تركيبًا صحيحًا عند عمق 6 بوصة.
6. 

## السلامة
تتسبب الإصابات المرتبطة بالملاعب في الولايات المتحدة في إرسال 200 ألف طفل إلى مركز الطوارئ سنويًا. وإذا جمعنا عدد من يذهبون إلى الأطباء، سيرتفع العدد ليصبح 500 ألف إصابة، وهذا وفقًا لـ الأكاديمية الأمريكية لجراحي العظام. وينتج أكثر من نصف هذه الإصابات عن السقوط على أرضية الملعب مما قد يسبب كسورًا وارتجاجات وحالات خلع وإصابات داخلية. وعندما أدركت العديد من المؤسسات تلك الحقائق، ومن بينهما لجنة سلامة المنتجات الاستهلاكية، أصدرت تلك المؤسسات إرشادات ومعايير خاصة بأرضيات الملاعب.

## أساليب ومعايير الاختبار
الجمعية الأمريكية لاختبار المواد أصدرت ما أسمته «المواصفات المعيارية للجمعية الأمريكية لاختبار المواد المتعلقة بتوهين تأثير الصدمات في أنظمة الأرضيات تحت وحول معدات الملعب» وتعرف هذه الإرشادات بالرقم الخاص F1292. ويتعلق هذا المعيار بكل من تباطؤ الرأس أثناء الصدمة وطول الزمن الذي تستغرقه الرأس حتى تتوقف عن الحركة. ويحاكي الاختبار تأثير اصطدام رأس الطفل بالأرضية من مختلف ارتفاعات معدات الملعب.

## سهولة الوصول
في الولايات المتحدة، إلى جانب كون أرضية الملعب آمنة، فينبغي أن تكون متينة بما يكفي للالتزام بمتطلبات قانون المعاقين الأمريكيين، والذي ينص على أنه يجب توفير إمكانية تنقل سهلة للأطفال ذوي الإعاقة. ويؤدي الالتزام بهذه الأهداف المزدوجة إلى تقييد عدد أنواع الأرضيات التي يمكن أن يفكر فيها مالكو أو مسؤولو إدارة الملاعب الذين يشعرون بالمسؤولية. ولقد وضعت الجمعية الأمريكية لاختبار المواد طريقة الاختبار F1951 لتقييم الالتزام بقانون المعاقين الأمريكيين. بيد أن الالتزام بمتطلبات هذا القانون لا يضمن أن جميع الأطفال ذوي الإعاقة يمكنهم استخدام معدات الملعب.
كما يبين الجدول أعلاه، أن بعض الأرضيات الشائع استخدامها لا توفر الحماية المناسبة من آثار الوقوع، أو لا توفر إمكانية الوصول المناسبة للكراسي المتحركة. وتقول الأكاديمية الأمريكية لجراحي العظام، «لا يُنصح باستخدام التربة والأتربة المضغوطة والنجيل والعشب الأخضر في الأرضيات.» فقد تكون طبقة النجيل الأخضر المورق الكثيفة، الرطبة نتيجة سقوط أمطار مؤخرًا، ناعمة بما يكفي. ولكن من الناحية العملية يبلى النجيل وإما أن يتحول إلى طمي في الظروف الجوية الممطرة أو يجف ويتحول إلى قشرة صلبة في الظروف الجوية الجافة.

## أنواع الأرضيات الشائعة
- الخشب الليفي المعدل هندسيًا (EWF): تتكون هذه المادة من خشب مقطع إلى أجزاء ونسب أبعاد تحددها سلسلة من المناخل المُحددة. وتكون رقائق الخشب مرنة بما يكفي للامتثال بمعيار F1292 للجمعية الأمريكية لاختبار المواد لتوهين الصدمة وهي صلبة بما يكفي للامتثال بمعيار F1951 للجمعية الأمريكية لاختبار المواد الخاص بسهولة وصول الكراسي المتحركة. ويُصنع الخشب الليفي المعدل هندسيًا من خشب بكر يتحلل حيويًا. وتميل أرضيات الخشب الليفي إلى الانضغاط بمرور الوقت وتحتاج إلى تغطيتها بطبقة جديدة كل سنتين إلى ثلاث سنوات.
- أرضية ألواح المطاط المصبوبة: هي أرضية من المطاط لا مثيل لها تتكون من طبقتين يتم صبهما في الموقع. ويبلغ سمك الطبقة الأولى أو «طبقة البلى» عادة 3/8 بوصة وتصنع من حبيبات بروبلين الاثيلين غير المتبلمر أو اللدائن المطاطية. ويتراوح سمك الطبقة الثانية أو «طبقة الوسادة» ما بين بوصة واحدة إلى 5 بوصات وتتكون من نشارة المطاط أو الإطارات المطاطية معادة التدوير. وترتبط جزئيات المطاط الخام ببعضها البعض باستخدام رابطة بولي يوريثان ويتم خلطها أو تصنيعها في الموقع. ويأتي السطح بألوان متعددة أو حتى مزيج من الألوان. وتلتزم أرضية ألواح المطاط المصبوبة عادةً بالمعايير الوطنية للسلامة وسهولة وصول المعاقين بموجب قانون المعاقين الأمريكي.
- الأرضية الوحدوية المطاطية من بولي يوريثان البلاستيك الحراري الأليفاتي (ATP): تشير ATP إلى بولي يوريثان البلاستيك الحراري. تلتزم هذه الأرضية أيضًا بمعايير السلامة وسهولة الوصول. وتتكون من طبقة من جزئيات المطاط الدائرية الشكل تقريبًا، ما يقرب من 1 على 16 من البوصة في القطر، وترتبط تلك الجزئيات ارتباطًا كيميائيًا عبر الروابط سريعة التلون. وترتبط تلك الأرضية بدورها بطبقة من الرغوة المعاد تدويرها هندسيًا (ERF) لامتصاص الصدمات. وتتميز الألوان بالزهاء ولن تبهت نتيجة لأشعة الشمس أو قوة الغسيل. وكما هو الحال مع الألواح التي تُصب في الموقع، فإن العيب الوحيد لهذه الأرضية هو ارتفاع التكلفة. ولكن يُعوض هذا العيب بطول مدة استخدام الأرضية: توضح البيانات الواردة من أوروبا والولايات المتحدة أن تلك الأرضيات تبقى لما يقرب من عشر سنوات.
- نشارة المطاط: تتكون هذه المادة من نشارة الإطارات التي يبلغ حجمها 1 إلى 1/8 بوصة. وتُنشر تلك الجزئيات المتفتتة على أرضية الملعب بحيث تمتص الصدمات بفعالية وتلتزم بمعيار F1292 للجمعية الأمريكية لاختبار المواد. ولكن هناك بعض العيوب لتلك المادة. حيث تتحرك تلك المادة في الملعب بينما يلعب الأطفال وتُكوّن سطحًا غير مستوٍ يتعذر على الكراسي المتحركة السير عليه. وتكون المناطق التي تبلى بالحك تحت الأرجوحات وعند قاعدة الزلاجات معرضة بشكل خاص للبلى بالحك. وعندما يحدث هذا، لا يكون سمك طبقة نشارة المطاط كافيًا لامتصاص صدمات السقوط من الارتفاعات المحددة أصلاً. وهناك أيضًا خطر اشتعال الحرائق. ولقد تم تسجيل عدد صغير فقط من تلك الحرائق سنويًا، ولكن نشارة المطاط معرضة لتكون ساخنة جدًا جدًا وقد لا تستجيب لمعدات مكافحة الحرائق التقليدية. وعندما تشتعل مثل هذه الحرائق، قد تتدمر معدات الملعب الموجودة فوق الأرضية تدميرًا تامًا.
- الرمل والحصى: تعتمد درجة التزام تلك الأرضيات بمعايير السلامة على النوع الدقيق للمادة المستخدمة وعمقها. فعندما يكون الرمل رطبًا، تصبح الأرضية قاسية لا تلين. وفي مثل هذه الحالة، تتناقص قدرة أرضية الرمال على امتصاص الصدمات بشكل كبير. ولا يلتزم أي من الرمال ولا الحصى الحبيبي بمتطلبات قانون المعاقين الأمريكيين المتعلقة بسهولة وصول الكراسي المتحركة.

## دور رابطة مصنعي معدات اللعب الدولية (IPEMA)
تقدم رابطة مصنعي معدات اللعب الدولية (IPEMA) في الولايات المتحدة وكندا خدمة اعتماد الجهات الخارجية والتي تقدم من خلال توفير مختبر اختبار لتحديد ما إذا كان نوع الأرضية المعين يلتزم بمعايير اللجنة الأمريكية لاختبار المواد أرقام F1292 وF1951 وF2075. ويعد وجود ختم الرابطة على مستندات المورد دليلاً واضحًا بأن المادة المشمولة قد اجتازت تلك الاختبارات. وينبغي أن يطلب المالك أو المسؤول نسخة من هذه الشهادة لحماية نفسه. ولا يقدم بعض الموردين نسخة من الشهادة ولا يعني الحصول على عضوية الرابطة أن المادة التي يستخدمها مورد ما قد تم اعتمادها. ويمكن الاطلاع على قائمة الموردين المعتمدين على الموقع www.ipema.org.

## وصلات خارجية
- National Program for Playground Safety helps the public create safe and developmentally appropriate play environments for children.
- Consumer Product Safety Commission "Public Playground Safety Checklist" provides an open forum for the development of high-quality, market-relevant international standards used around the world.
- The International Play Equipment Manufactures Association is a member-driven resource for information on safe playground equipment and surfacing.
- National Recreation and Parks Association - Certified Playground Safety Inspector Certification generates public support for advancing the development of best practices and resources that will make parks and recreation indispensable elements of American communities.